# Óros Lákmos
Óros Lákmos är ett berg i Grekland.   Det ligger i regionen Thessalien, i den centrala delen av landet, 290 km nordväst om huvudstaden Aten. Toppen på Óros Lákmos är 2 295 meter över havet, eller 547 meter över den omgivande terrängen. Bredden vid basen är 14,5 km.
Terrängen runt Óros Lákmos är bergig åt nordväst, men åt sydost är den kuperad.  Trakten runt Óros Lákmos är nära nog obefolkad, med mindre än två invånare per kvadratkilometer. Närmaste större samhälle är Metsovo, 11,1 km nordost om Óros Lákmos. Trakten runt Óros Lákmos består till största delen av jordbruksmark.